# Nelson Marcenaro
Nelson Luis Marcenaro (Montevideo, 1952. szeptember 4. – Montevideo, 2021. május 13.) válogatott uruguayi labdarúgó, középhátvéd.

## Pályafutása

### Klubcsapatban
1970–71-ben a Progreso, 1972 és 1977 között a venezuelai Portuguesa, 1978 és 1984 között a Peñarol, 1985-ben az eucadori Emelec labdarúgója volt. A Portuguesa csapatával négy venezuelai, a Peñarollal négy uruguayi bajnoki címet nyert.

### A válogatottban
1979 és 1981 között nyolc alkalommal szerepelt az uruguayi válogatottban. Tagja volt az 1979-es Copa Américán részt vevő és az 1980-as Mundalitón győztes csapatnak. 

## Sikerei, díjai
Uruguay
- Mundalito
  - aranyérmes: 1980

 Portuguesa
- Venezuelai bajnokság
  - bajnok (4): 1973, 1975, 1976, 1977

 Peñarol
- Uruguayi bajnokság
  - bajnok (4): 1978, 1979, 1981, 1982